# فدراسیون فوتبال اکوادور
فدراسیون فوتبال اکوادور (اسپانیایی: Federación Ecuatoriana de Fútbol‎) نهاد اداره‌کننده مسابقات فوتبال و فوتسال در کشور اکوادور است.
این فدراسیون که در ۱۹۲۵ تأسیس شده عضو کونمبول و فیفا نیز می‌باشد و مقر آن در شهر گوایاکیول است.
مسابقات سری آ اکوادور زیر نظر این فدراسیون برگزار می‌شود.